# جانيت هاميل
جانيت هاميل (بالإنجليزية: Janet Hamill)‏ هي كاتِبة وشاعرة أمريكية، ولدت في 29 يوليو 1945 في Christ Hospital (Jersey City, New Jersey) ‏ في الولايات المتحدة.